# De Bezige Bij
De Bezige Bij (lett. "l'ape indaffarata") è una rinomata casa editrice letteraria di Amsterdam, Paesi Bassi, fondata illegalmente il 12 dicembre 1944 da Geertjan Lubberhuizen e Rut Matthijsen. A quel tempo, la casa editrice era già attiva da venti mesi per raccogliere fondi per l'Utrecht Children's Committee, che aiutava i bambini ebrei durante la guerra.
Le prime pubblicazioni (poesia e narrativa) furono realizzate a Utrecht, ma ben presto le attività si spostarono ad Amsterdam. Dopo la guerra, De Bezige Bij divenne il più grande editore letterario dei Paesi Bassi  grazie ad una cooperativa di autori nazionali e internazionali tra cui Jan Campert, Remco Campert, Hugo Claus, Willem Frederik Hermans, Harry Mulisch, Gerard Reve, Jan Siebelink, Simon Vinkenoog, Tommy Wieringa, Leon de Winter e Monaldi & Sorti. De Bezige Bij fa parte del gruppo WPG Publishers.

## Storia

### 1943: "I diciotto morti"

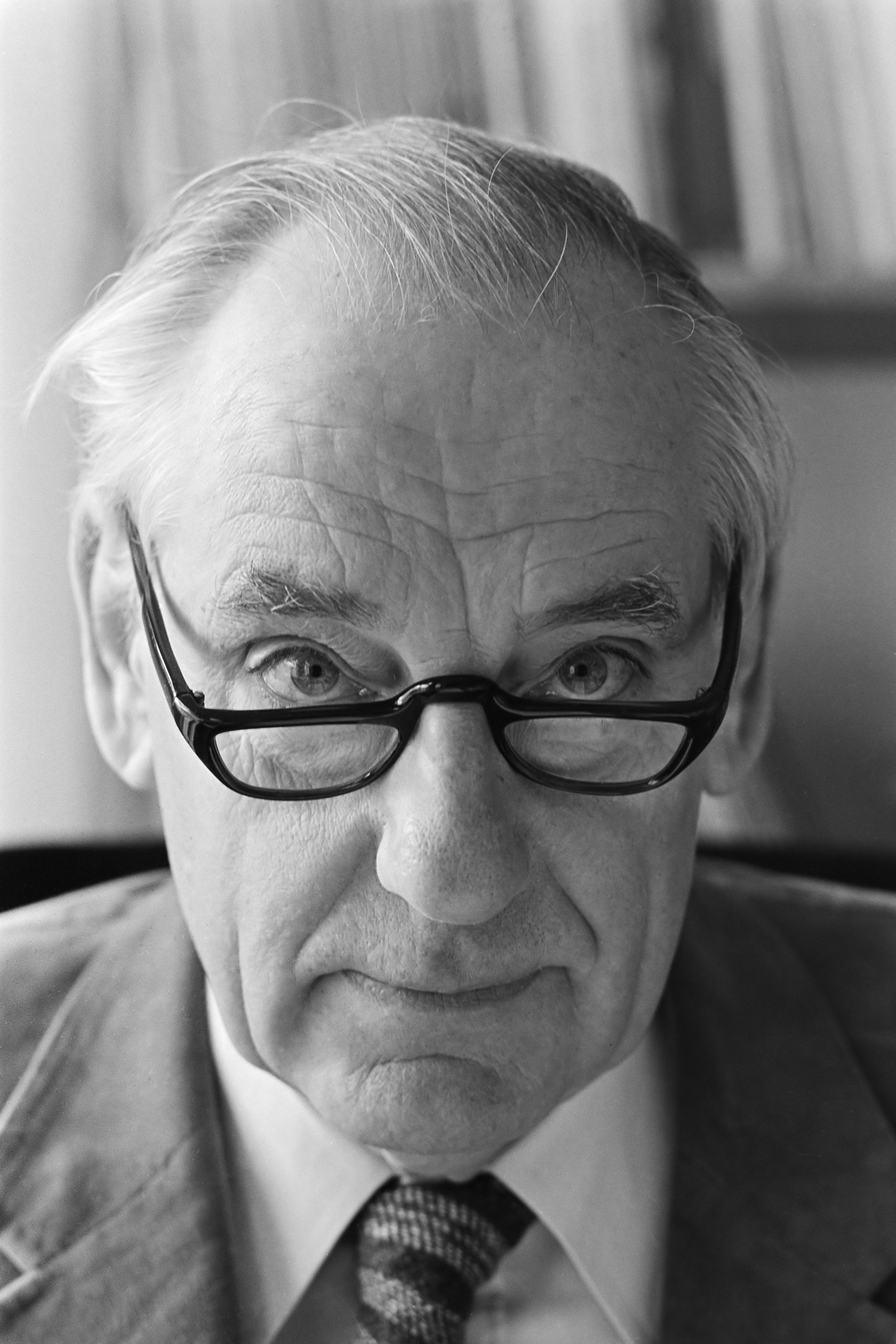
Geertjan Lubberhuizen (15 marzo 1916-18 luglio 1984)

Geertjan Lubberhuizen, studente di chimica a Utrecht, era attivo nella resistenza e utilizzò i suoi studi falsificando carte d'identità e carte di famiglia, ma fu anche coinvolto nell'incendio dell'amministrazione studentesca di Utrecht e nella distribuzione di manifesti illegali, attività che svolse sotto lo pseudonimo di Bas Ruys e che gli valsero il soprannome di "Bezige Bas" e "The Busy Bee". Lavorò spesso con la sua compagna di studi, Rut Matthijsen, e fu coinvolto come raccoglitore di fondi nel Comitato per i bambini di Utrecht, fondato per aiutare i bambini ebrei durante la guerra. Anche Sjoerd Leiker era attivo in questa organizzazione. Trovare nascondigli era reso più difficile perché le potenziali famiglie in clandestinità spesso non riuscivano a sfamare una bocca in più. Per poter offrire qualcosa in cambio ai prestatori, fu realizzata una stampa di rime che poteva anche essere venduta.
Il testo era la poesia De Achttien Dooden ("I diciotto morti"), che descrive l'esecuzione di 15 combattenti della resistenza e tre comunisti. La poesia, scritta da Jan Campert, fu venduta per raccogliere fondi per i bambini ebrei che venivano affidati a famiglie olandesi; quando fu pubblicato, nella primavera del 1943, Campert era già morto nel campo di concentramento di Neuengamme. La poesia apparve per la prima volta nel febbraio 1943 sui giornali clandestini Het Parool e Vrij Nederland. Lubberhuizen ricevette il testo all'inizio del 1943 da Anne Maclaine Pont, un'impiegata del comitato dei bambini. Lubberhuizen contattò Fedde Weidema, con il quale aveva suonato in un'orchestra jazz prima della guerra e che si stava formando come grafico, per fornire un'illustrazione per la poesia. Weidema creò una composizione in cui un morto era circondato da simboli sia dei Paesi Bassi (tulipani, la sagoma di una città con un campanile) che della guerra (filo spinato, rovine, lapidi). Per procurarsi la carta, Lubberhuizen si recò nelle cartolerie. Clichéfabriek Photogravure creò i cliché e continuò a farlo per tutta la guerra per De Bezige Bij. La riproduzione fu effettuata dal tipografo di giornali illegali di Utrecht Jan Hendriks, che ebbe bisogno di tre giorni per la prima stampa di 500 copie.
Quella edizione fu la primissima pubblicazione di De Bezige Bij. La quarta edizione della stampa in rima menziona per la prima volta il nome dell'editore illegale e la vignetta dell'ape - anch'essa realizzata da Weidema - che è utilizzata ancora oggi. Un'edizione a buon mercato costava una decina di fiorini e una numerata venticinque fiorini; dopo aver dedotto le spese, questa somma andava al Comitato dei bambini. A settembre, la stampa in rima aveva già raccolto 75.000 fiorini, sufficienti per sostenere artisti e attori che si erano rifiutati di unirsi al Kultuurkamer e quindi non avevano più un lavoro. In questo modo, la casa editrice divenne automaticamente una casa per scrittori che non erano membri del Kultuurkamer. Secondo le stime degli interessati, la tiratura della stampa in rima raggiunse le 15.000 copie durante la guerra. Quando l'occupante tedesco radunò gli studenti dell'Arbeitseinsatz, Lubberhuizen si nascose nella soffitta di Maarten Vink, un chirurgo, e da lì gestì la stampa.
Nel 1997, De Bezige Bij è entrato a far parte del Weekbladpersgroep, anche se ha mantenuto la sua indipendenza editoriale e la sua struttura cooperativa.